# Atletismo nos Jogos Pan-Americanos de 1955 - Salto em altura feminino
A prova do salto em altura feminino nos Jogos Pan-Americanos de 1955 foi realizada na Cidade do México, México.

## Medalhistas
| Ouro                                | Prata                      | Bronze                         |
| Mildred McDaniel USA Estados Unidos | Deyse de Castro BRA Brasil | Nena Thomas USA Estados Unidos |

## Resultados
| Posição           | Nome             | Nacionalidade      | Marca | Notas |
| ----------------- | ---------------- | ------------------ | ----- | ----- |
| Medalha de ouro   | Mildred McDaniel | USA Estados Unidos | 1.68  |       |
| Medalha de prata  | Deyse de Castro  | BRA Brasil         | 1.59  |       |
| Medalha de bronze | Nena Thomas      | USA Estados Unidos | 1.59  |       |
| 4                 | Janette Cantrell | USA Estados Unidos | 1.56  |       |
| 5                 | Alice Whitty     | CAN Canadá         | 1.56  |       |
| 6                 | Delia Díaz       | URU Uruguai        | 1.56  |       |
| 7                 | Elisabeth Müller | BRA Brasil         | 1.45  |       |
| 8                 | Margarita Kabsch | MEX México         | 1.35  |       |